# Wehlheiden
Wehlheiden ist einer von 23 Stadtteilen der nordhessischen Großstadt Kassel (Hessen, Deutschland).

## Geographie
Der Stadtteil Wehlheiden befindet sich südwestlich des Stadtteils Mitte, der im Wesentlichen aus der Kasseler Innenstadt besteht. Er wird ringsum von anderen Stadtteilen eingerahmt. Im Norden und Nordwesten stößt er an den Stadtteil Vorderer Westen, der sich jenseits der Wilhelmshöher Allee befindet, im Nordosten an die eben erwähnte „Mitte“ und im Osten, Südosten und Süden an die Südstadt. Im Westen des Park Schönfelds, an den Wehlheiden im Süden grenzt, stoßen auf nur einer Koordinate die Grenzen von vier Kasseler Stadtteilen zusammen, so dass es dort neben dem westlichsten Zipfel des Gebiets der eben genannten Südstadt auch an Niederzwehren grenzt; von dieser Stelle in Richtung Westen verläuft entlang zahlreicher Eisenbahngleise die Grenze zu Süsterfeld-Helleböhn, das sich südwestlich von Wehlheiden befindet. Jenseits des Bahnhofs Kassel-Wilhelmshöhe und damit westlich von Wehlheiden liegt Bad Wilhelmshöhe. Der Druselbach durchfließt den Stadtteil in west-östlicher Richtung. Er ist zu beiden Seiten der Schönfelder Straße unverrohrt sichtbar. Der Stadtteil weist erhebliche Höhenunterschiede auf (150–180 m ü. NN).

## Ortsbild
Wehlheiden, das zumeist sehr dicht bebaut ist, weist insbesondere im Süden und Südwesten einige Grünflächen auf, beispielsweise am Park Schönfeld, samt botanischem Garten, aber auch etwa im geographischen Zentrum des Stadtteils am Wehlheider Friedhof. Viele Straßenzüge werden bestimmt durch mehrgeschossige Wohnhäuser der Gründerzeit. Der frühere dörfliche Charakter ist noch an einigen erhaltenen Fachwerkhäusern, z. B. in der Kochstraße und in der Umgebung des Druselbaches erkennbar.

### Öffentliche Einrichtungen
- August-Fricke-Schule (Schule für Praktisch Bildbare), Adolfstraße
- Hupfeldschule (Grundschule), Astrid-Lindgren-Schule (Förderschule) Hupfeldstraße
- Justizvollzugsanstalten Kassel I und Kassel II, Theodor-Fliedner-Straße bzw. Windmühlenstraße
- Wilhelm-Lückert-Schule (Sonderpädagogisches Beratungs- und Förderzentrum), Gräfestraße
- Universität Kassel, ehemals Ingenieurschule, Standort Wilhelmshöher Allee
- Evang. Fröbelseminar (Fachschule für Sozialpädagogik), Sternbergstraße

### Weitere Einrichtungen
- Rotes Kreuz-Krankenhaus, Hansteinstraße

## Geschichte
Die erste urkundliche Erwähnung erfolgte 1143 als „superior villa Welede“ (Oberwehlheiden), 1219 auch „inferior Welede“ (Niederwehlheiden) genannt.  Am 1. April 1899 wurde Wehlheiden in die Stadt Kassel eingemeindet, dabei erweitert sich die Stadtfläche um 3,72 km².

### Bevölkerungsentwicklung
- 1747: 400 Einwohner
- 1866: 2.200 Einwohner
- 1899: 10.114 Einwohner
- 2009: 13.388 Einwohner

## Politik

### Ortsbeiratswahl
Die Wahlbeteiligung bei der Ortsbeiratswahl 2021 lag bei 52,9 %.
| Ortsbeiratswahl Wehlheiden 2021Wahlbeteiligung: 52,9 % 50403020100 42,5 %30,3 %16,3 %5,9 %4,9 % GrüneSPDCDUFWFDPGewinne und Verlusteim Vergleich zu 2016 %p 12 10 8 6 4 2 0 −2 −4 −6 −8+12,0 %p−5,5 %p−6,2 %p−3,7 %p+3,2 %pGrüneSPDCDUFWFDP |

### Wahlen im Stadtteil
| Jahr | Wahl                        | Wbt.  | Grüne | SPD  | CDU  | Linke | AfD | BSW | FDP | FW  | Sonst. |
| ---- | --------------------------- | ----- | ----- | ---- | ---- | ----- | --- | --- | --- | --- | ------ |
| 2025 | Bundestagswahl              | 84,0  | 22,7  | 20,9 | 17,5 | 17,5  | 9,9 | 4,9 | 3,0 | 0,7 | 3,0    |
| 2024 | Europawahl                  | 67,4  | 25,2  | 17,7 | 18,0 | 6,6   | 6,9 | 5,3 | 3,8 | 1,2 | 15,3   |
| 2023 | Landtagswahl                | 65,9  | 27,2  | 18,4 | 22,2 | 10,2  | 9,8 | —   | 3,4 | 2,5 | 6,3    |
| 2021 | Bundestagswahl              | 77,8  | 28,7  | 28,1 | 12,9 | 9,8   | 4,9 | —   | 8,5 | 1,0 | 7,0    |
| 2021 | Ortsbeirat                  | 52,9  | 42,5  | 30,3 | 16,3 | —     | —   | —   | 4,9 | 5,9 | —      |
| 2021 | Stadtverordnetenversammlung | 52,8  | 33,6  | 23,4 | 15,8 | 12,6  | 4,1 | —   | 5,0 | 2,2 | 3,11   |
| 2016 | Ortsbeirat                  | 49,9  | 30,5  | 35,8 | 22,5 | —     | —   | —   | —   | 9,6 | —      |
| 2016 | Stadtverordnetenversammlung | 49,9  | 21,3  | 28,5 | 19,1 | 12,4  | 9,1 | —   | 4,8 | 2,8 | 2,02   |
| 2011 | Ortsbeirat                  | 48,5  | 37,2  | 38,3 | 20,1 | —     | —   | —   | —   | 3,1 | —      |
| 2011 | Stadtverordnetenversammlung | 48,3  | 29,6  | 34,6 | 20,3 | 7,5   | —   | —   | 2,0 | 1,9 | 4,23   |
| 2006 | Ortsbeirat                  | 40,5  | 25,4  | 43,4 | 27,4 | —     | —   | —   | —   | 2,1 | —      |
| 2001 | Ortsbeirat                  | k. A. | 23,4  | 36,6 | 33,2 | —     | —   | —   | —   | —   | —      |

Fußnoten
1 2021: zusätzlich: Bienen: 2,2 %; PARTEI; 1,1 %

2 2016: zusätzlich: Piraten: 2,0 %

3 2011: zusätzlich: Piraten: 3,2 %; AUF-Kassel: 1,0 %

## Stadtteilleben

### Wehlheider Markt
Seit Oktober 1983 wird freitags auf dem Wehlheider Platz ein Wochenmarkt abgehalten.

### Wehlheider Kirmes
Die viertägige Wehlheider Kirmes ist Mitte August die Stadtteilattraktion. Fahrgeschäfte in der Kohlenstraße, Verzehrstände und Glücks- bzw. Geschicklichkeitsbuden in den anliegenden Straßen prägen das Bild des jährlich stattfinden Volksfestes. Nach dem Symbol der Kirmes werden die Wehlheider volkstümlich auch die „Wagenrungen“ genannt.

### Sport
Die Turngemeinde Wehlheiden, der Kasseler SV 1951 e. V. und der FSC Dynamo Windrad Kassel bieten breitensportliche Betätigungen an.

### Friedhof Wehlheiden

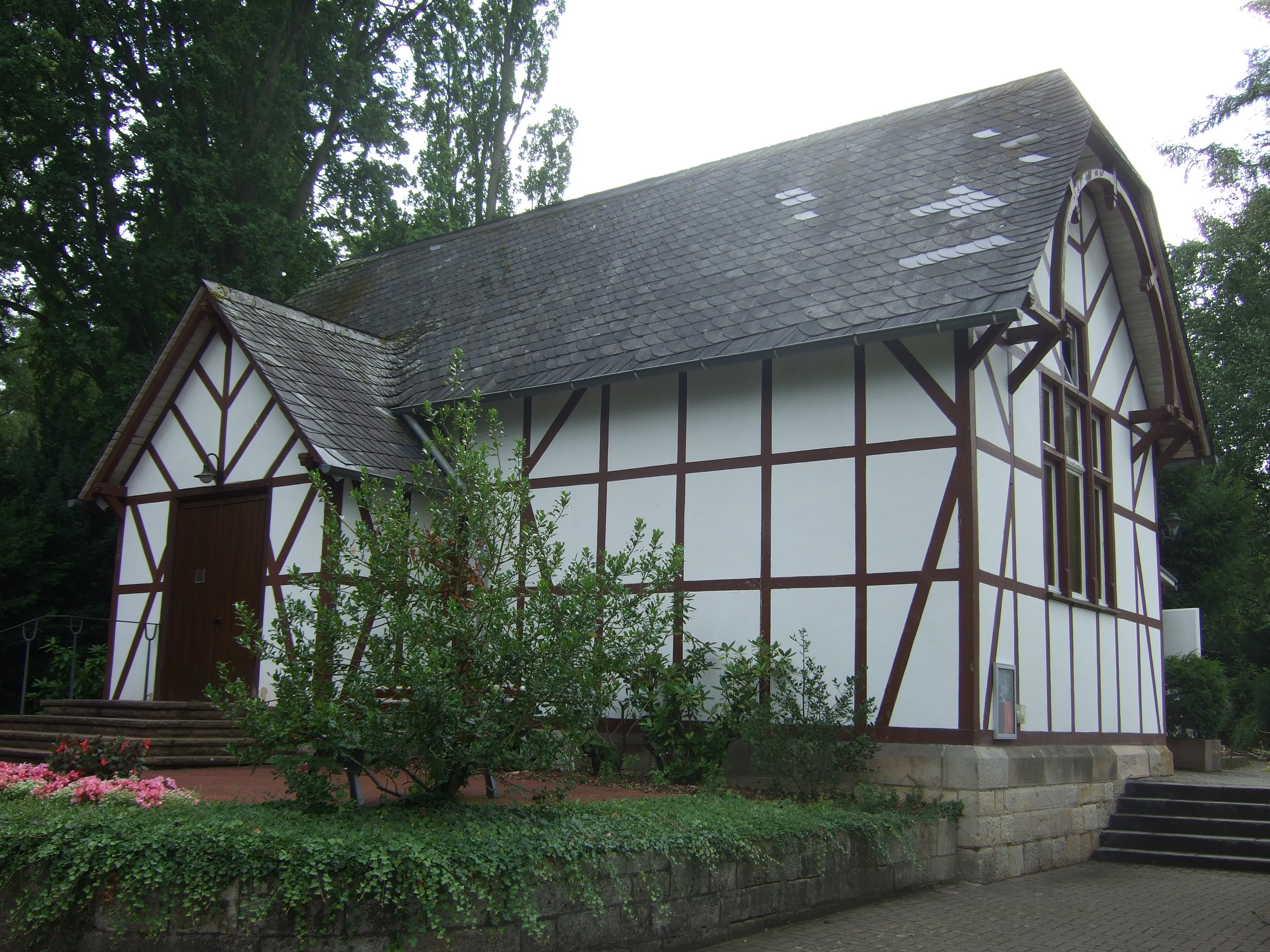
Friedhof Wehlheiden, Friedhofskapelle im Fachwerkstil

Der 1833  eröffnete Wehlheider Friedhof ist der älteste Stadtteilfriedhof in Kassel und nach dem Hauptfriedhof der zweitgrößte Friedhof der Stadt. Er befindet sich in   Trägerschaft des Gesamtverbands der Evangelischen Kirchengemeinden und ist in zwei Bereiche aufgeteilt: an der Friedenstraße befindet sich der sogenannte „alte Teil“ mit der im Fachwerkstil errichteten Friedhofskapelle, während der „neue Teil“ des Friedhofes südlich der Sternbergstraße liegt. Am Eingang Friedenstraße steht ein Sandsteindenkmal mit der Inschrift „Dieser Gottesacker wurde angelegt unter dem zeitigen Greben Nicolaus Kersten und eingeweiht von dem Pfarrer Gottfried Fenner am 03. April 1833.“ In Ehrengräbern der Stadt Kassel sind auf diesem Friedhof Friedrich Fennel, Kurt Kersten, Ludwig Mohr, Paul Nagel, Georg Karl Rexerodt, Hermann Schelenz, Wilhelm Speck und Franz Treller bestattet.

## Verkehrsanbindung
Der Stadtteil Wehlheiden ist in Richtung Südosten über die Ludwig-Mond-Straße und Am Auedamm (ein Teil der B 3) an drei verschiedene Autobahnen angebunden: In diese Richtung fahrend kommt man zur A 49 (Anschlussstelle Kassel-Auestadion), von der man in Richtung Süden zur A 44 und nach Osten zur A 7 gelangen kann. Über den Bahnhof Kassel-Wilhelmshöhe besteht Anbindung zu ICE-Strecken.

## Bauwerke
- Wohnhaus Gräfestraße 16

## Söhne und Töchter Wehlheidens
- Heinrich Schmoll (1811–1872), Bürgermeister und Mitglied der kurhessischen Ständeversammlung
- Kurt Kersten (1891–1962), Historiker, Schriftsteller, Publizist und Journalist
- Heinrich Burhenne (1892–1945), Pädagoge und Schriftsteller
- Sturm Kegel (1892–1979), Architekt und Stadtplaner